# Anolis purpurescens
Anolis purpurescens (пурпуровий аноліс) — вид ігуаноподібних ящірок родини анолісових (Dactyloidae). Мешкає в Панамі, Колумбії і Еквадорі.

## Поширення і екологія
Пурпурові аноліси мешкають на тихоокеанському узбережжі, від крайнього півдня Панами до північного заходу Еквадору. Вони живуть у вологих тропічних лісах на рівнинах і в передгір'ях, на висоті до 1100 м над рівнем моря.